# عصفور الملك الكاسيني
عصفور الملك الكاسيني (الاسم العلمي: Tyrannus vociferans) (بالإنجليزية: Cassin's Kingbird)‏ هو نوع من الطيور يتبع جنس عصفور الملك من فصيلة عصافير الملك.